# Loboda
Svitlana Serhiïvna Loboda, nota comunemente come Loboda (in ucraino Світлана Сергіївна Лобода?; Irpin', 18 ottobre 1982), è una cantante ucraina.
Ha rappresentato l'Ucraina all'Eurovision Song Contest 2009 con Be My Valentine! (Anti-Crisis Girl).

## Biografia
Originaria di Irpin', si è laureata in pianoforte, direzione d'orchestra e canto accademico. Nel 2004 è entrata a far parte del gruppo musicale VIA Gra, lasciandolo tuttavia nel settembre del medesimo anno. L'anno seguente ha pubblicato il primo album in studio Ty ne zabudeš', seguito dal disco Ne ma4o, uscito tre anni dopo.
Nel 2009 ha rappresentato l'Ucraina nell'ambito dell'Eurovision Song Contest presentando l'inedito Be My Valentine! (Anti-Crisis Girl), con cui è giunta in finale ed è terminata in 12ª posizione su 25 partecipanti con 76 punti guadagnati. Nel 2011 ha ottenuto la sua prima top twenty nella hit parade ucraina annuale grazie a Na svete, conseguendo risultati migliori con le hit Pora domoj e K čёrtu ljubov', entrambe collocatisi in vetta alla graduatoria di rispettivamente fine 2015 e 2016.
H2LO, terzo LP della cantante, è stato pubblicato dalla Sony Music Entertainment nel marzo 2017 ed è stato supportato dagli estratti Tvoi glaza, Pora domoj, Tekila-ljubov' e Slučajnaja. Sold Out, il suo primo EP, è invece uscito nel dicembre 2019.
Nel marzo 2023 è avvenuta l'uscita del quarto album Made in U, costituito da quattordici tracce scritte prevalentemente in ucraino e anticipato dagli estratti Dva neznajomci, Goroda e Po-ukraïns'ky; si tratta del primo disco dell'artista dopo aver abbandonato il mercato discografico della Federazione Russa a seguito dell'invasione da parte di quest'ultima dell'Ucraina.

## Discografia

### Album in studio
- 2005 – Ty ne zabudeš'
- 2008 – Ne ma4o
- 2017 – H2LO
- 2023 – Made in U

### Album dal vivo
- 2020 – Superstar Show Live

### Album di remix
- 2006 – Čërnyj angel
- 2006 – Postoj, muščina!
- 2023 – Made in U (Mixes)

### Raccolte
- 2009 – Anti-Crisis Girl
- 2010 – Novoe i lučšee
- 2010 – Pesni vysšej proby

## Riconoscimenti
- Rossijskaja nacional'naja muzykal'naja premija Viktorija
  - 2016 – Candidatura alla Miglior interprete pop femminile per K čertu ljubov'[13]
  - 2016 – Candidatura alla Miglior canzone per K čertu ljubov'[13]
  - 2017 – Miglior interprete pop femminile per Slučajnaja[14]
  - 2018 – Miglior interprete pop femminile per Paren'[15]
  - 2018 – Hit dance dell'anno per Paren'[15]
  - 2018 – Candidatura alla Canzone dell'anno per Superstar[15]
  - 2019 – Candidatura alla Miglior interprete pop femminile per Pulja-dura[16]
  - 2019 – Concerto dell'anno[16]
  - 2020 – Candidatura al Concerto dell'anno[17]
  - 2021 – Candidatura alla Cantante femminile dell'anno per Rodnoj[18]

- YUNA
  - 2013 – Candidatura alla Miglior artista femminile[19]
  - 2013 – Candidatura alla Miglior canzone per Oblaka[19]
  - 2014 – Miglior canzone per 40 gradusov[20]
  - 2014 – Miglior videoclip per 40 gradusov[20]
  - 2014 – Candidatura alla Miglior cantautrice[21]
  - 2015 – Miglior duetto per Smotriš' v nebo[22]
  - 2015 – Candidatura alla Miglior artista femminile[22]
  - 2015 – Candidatura alla Miglior canzone per Gorod pod zapretom[22]
  - 2015 – Candidatura alla Miglior cantautrice[22]
  - 2015 – Candidatura al Miglior videoclip per Smotriš' v nebo[22]
  - 2016 – Candidatura alla Miglior canzone per Pora domoj[23]
  - 2016 – Candidatura al Miglior videoclip per Pora domoj[23]
  - 2017 – Candidatura al Miglior artista solista[24]
  - 2017 – Candidatura alla Miglior canzone per K čertu ljubov'[24]
  - 2017 – Candidatura al Miglior videoclip per K čertu ljubov'[24]
  - 2017 – Candidatura al Miglior spettacolo dal vivo[24]
  - 2018 – Miglior album per H2LO[25]
  - 2018 – Candidatura alla Miglior artista femminile[26]
  - 2018 – Candidatura al Miglior duetto per Žarko[26]
  - 2019 – Candidatura alla Miglior canzone in lingua straniera per Superstar[27]
  - 2019 – Candidatura al Miglior videoclip per Superstar[27]